# Neighborhood Electric Vehicle

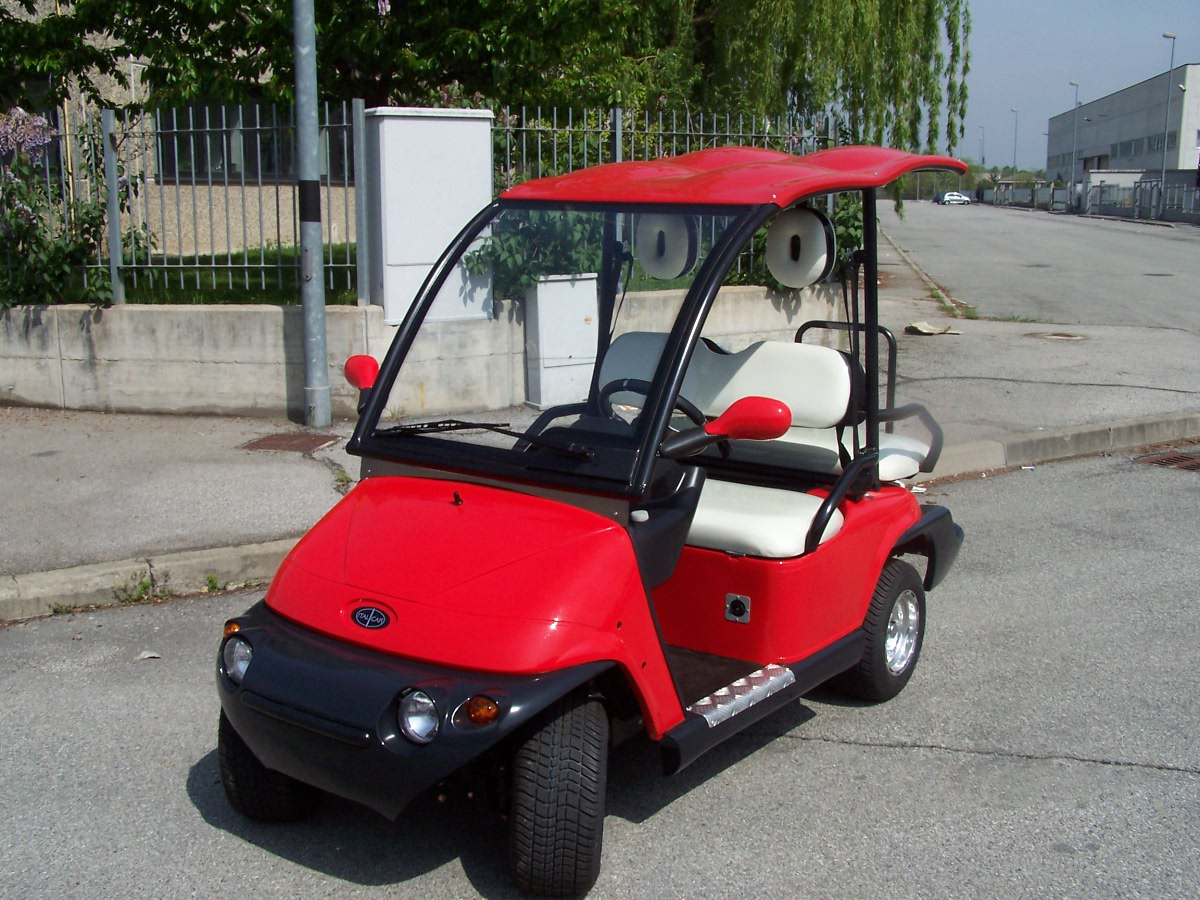
Un NEV prodotto nel 2008 dalla Italcar, fabbrica torinese di veicoli elettrici

Un Neighborhood Electric Vehicle (NEV) è la denominazione statunitense per i veicoli elettrici di prossimità urbana.

## Caratteristiche

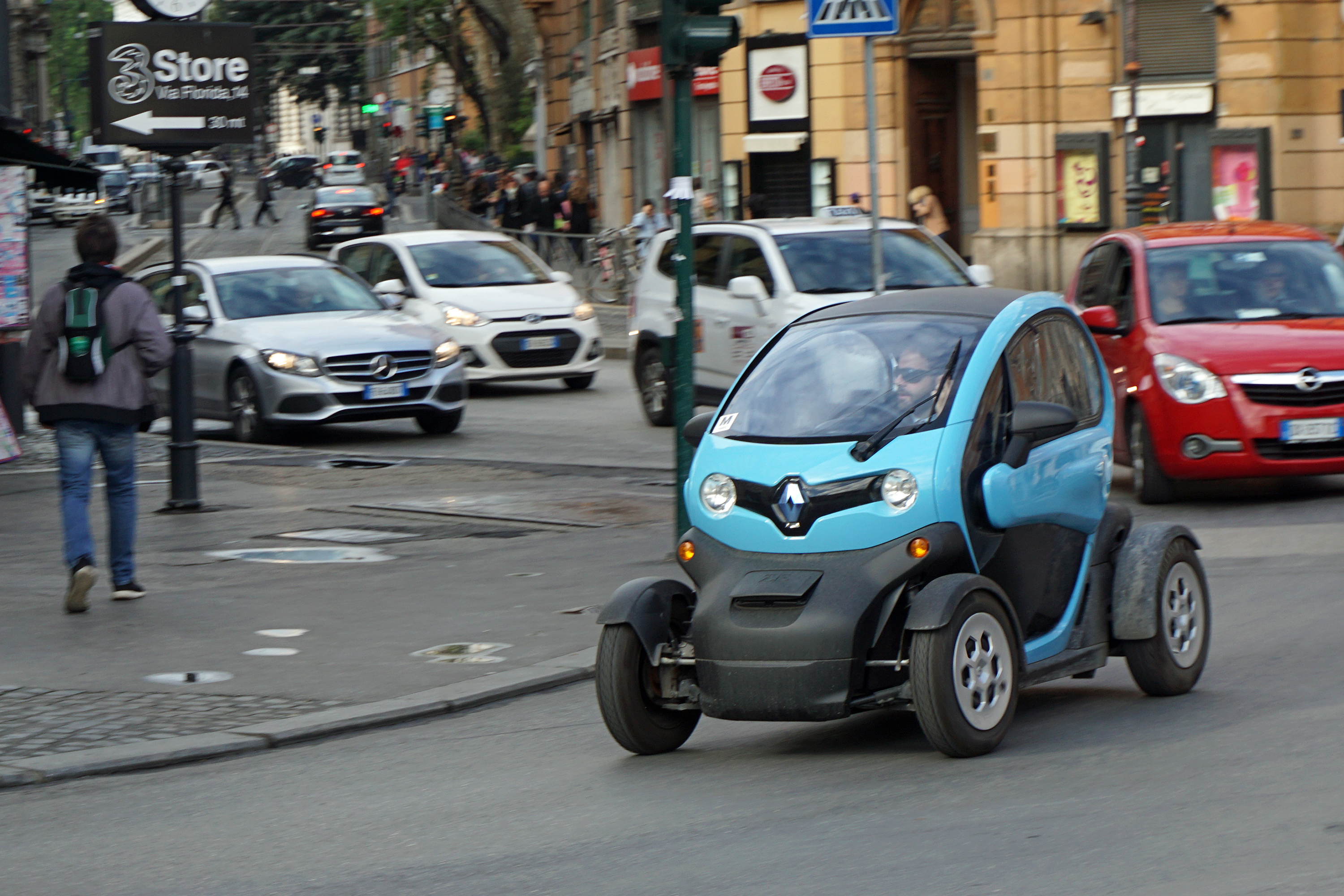
Una Renault Twizy, il NEV plug-in più venduto in Europa nel 2012, nel centro storico di Roma

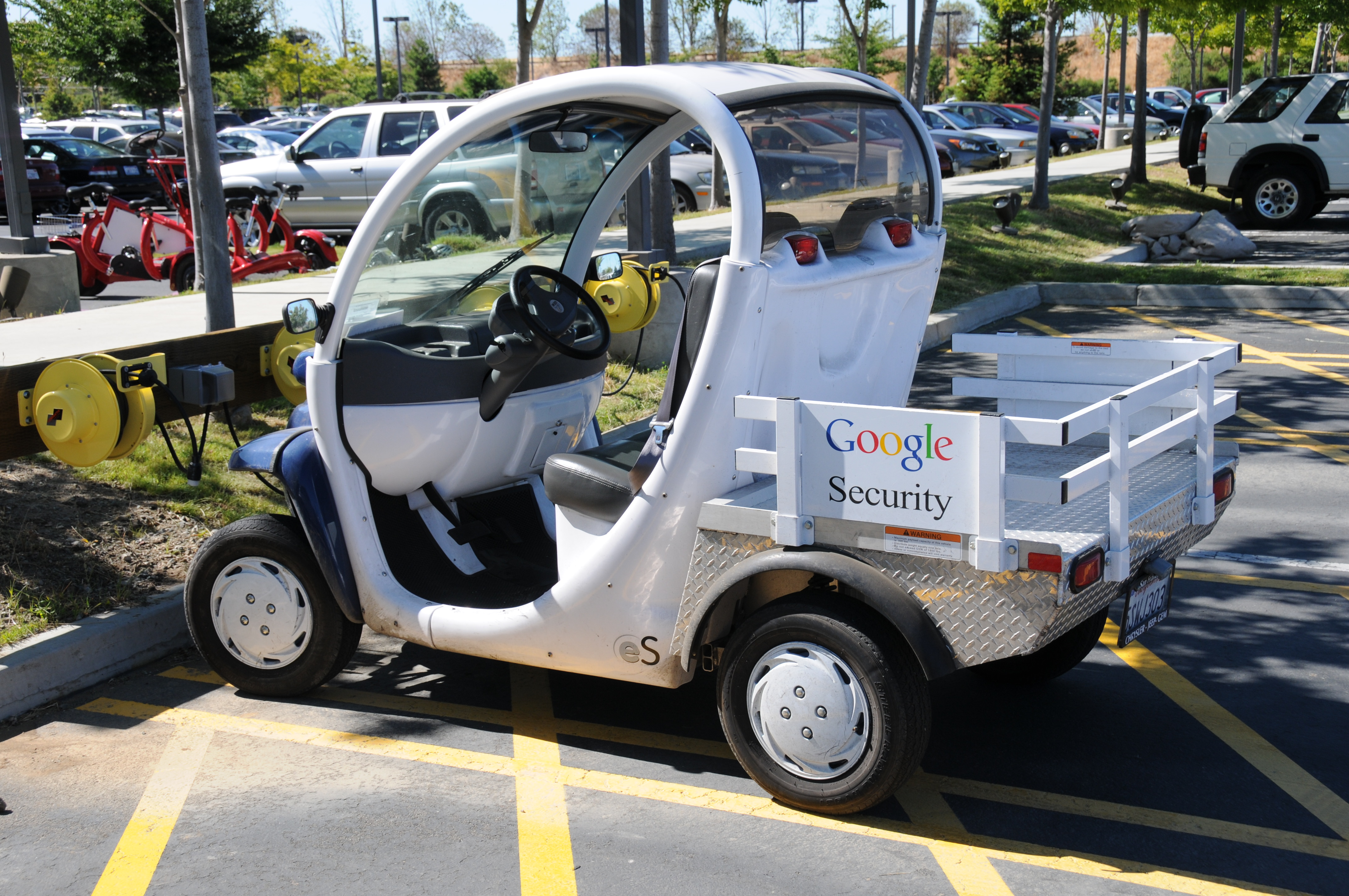
Un GEM, azienda leader nel mercato nordamericano dei NEV dal 2014, in servizio come veicolo di sicurezza a Googleplex, Mountain View (California)

I NEV solitamente sono costruiti per avere una velocità non superiore a 45 km/h e, a pieno carico, un peso massimo di 1 400 kg. Sono pertanto dei quadricicli leggeri con trazione elettrica a batteria e con peso non superiore a 350 kg (classe L6e) oppure non superiore a 400 kg o (se destinati al trasporto di merci) 550 kg (classe L7e). In termini di design, la categoria è compresa tra una e-bike e un veicolo elettrico. Essendo le varianti elettriche delle classi di veicoli a motore leggeri L6 e L7, spesso sono più assimilabili agli scooter e ai quadricicli che alle autovetture. Il consumo di energia è inferiore a un quinto di quello dei veicoli a motore convenzionali. I NEV sono compatti e generalmente omologati per due posti. Sono dotati di parabrezza e tetto, anche se non mancano versioni cabriolet e open air. Non sono obbligatori i caschi, lo sono invece le cinture di sicurezza.
La batteria dei NEV si ricarica collegandola a una presa standard, esistono tuttavia alcuni modelli che vengono ricaricati da fonti di energia rinnovabili come quella solare o eolica. Poiché si tratta di veicoli completamente elettrici, non producono né emissioni di scarico né di gas serra.
I percorsi ideali per i NEV della classe L6e sono quelli urbani, caratterizzati da brevi distanze, richiedono inoltre meno spazio per il parcheggio. 
Un NEV può essere un'alternativa per le persone anziane che necessitano di mobilità, in quanto è un mezzo che consente di coprire distanze più lunghe rispetto, ad esempio, a un monopattino elettrico.
Le vendite di quadricicli leggeri con le caratteristiche sopra specificate hanno registrato una notevole crescita dagli anni dieci. In Cina nel 2013 sono stati venduti 200 000 veicoli di questa categoria, la maggior parte dei quali vengono alimentati da batterie piombo-acido. Sempre in Cina, le vendite di veicoli elettrici a bassa velocità hanno superato le 700 000 unità durante i primi dieci mesi del 2016 e sono state circa 1,4 milioni nel 2018.

## Origine
I NEV sono nati negli Stati Uniti negli anni novanta e hanno avuto origine principalmente dalle golf cart.

## Veicoli commerciali

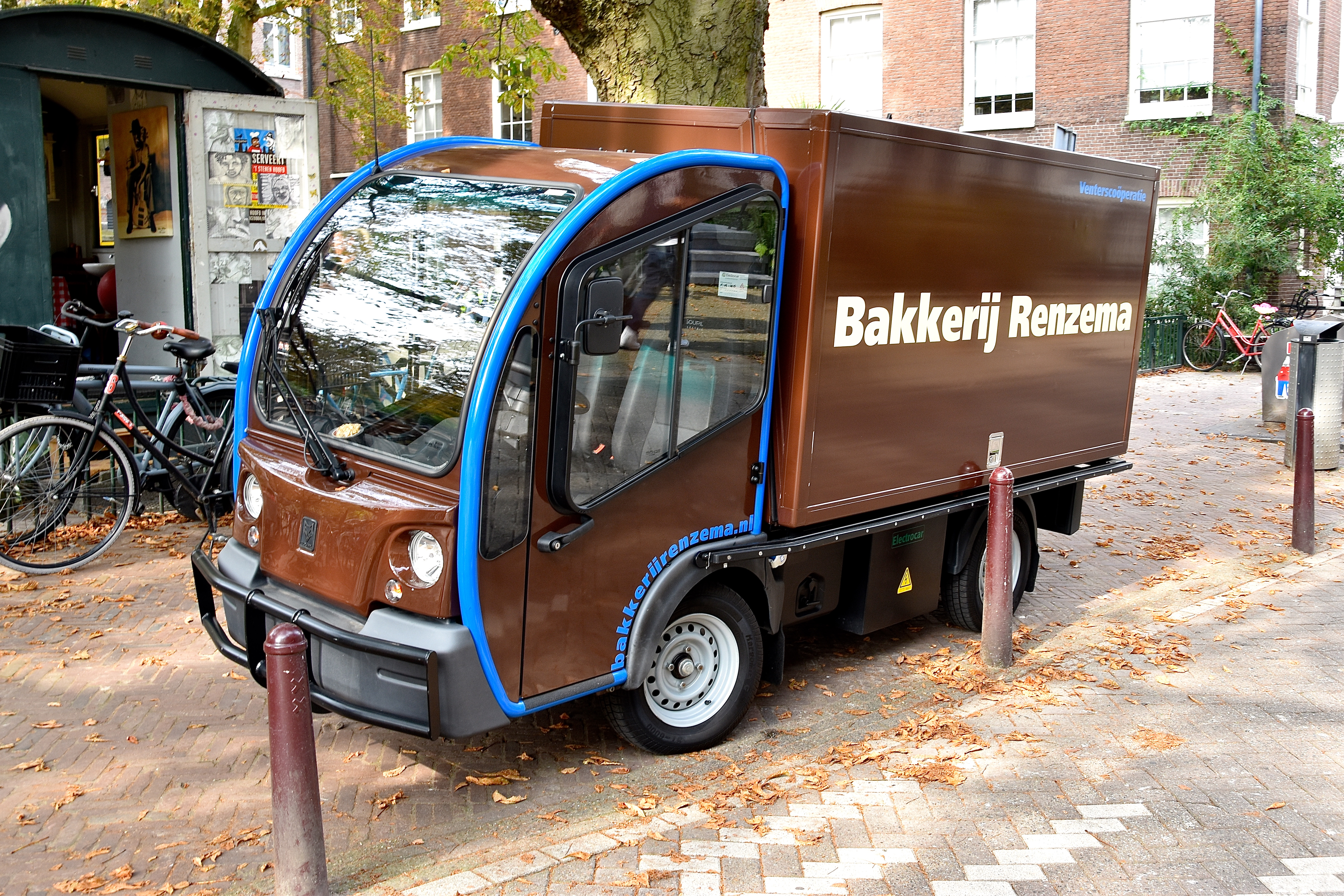
Un furgone NEV Goupil G3

Il successo dei NEV è dovuto anche alla loro crescente diffusione nel settore dei veicoli commerciali. Soprattutto nelle grandi città la loro leggerezza li rende un'alternativa pratica per i servizi di consegna (sono infatti utilizzati in parecchi comuni da Poste italiane) e le imprese artigianali. Aziende come ARI Motors, Goupil Industrie o Tropos Motors producono furgoni elettrici delle classi L6e e L7e che offrono molto spazio di carico con dimensioni ridotte, riducendo quindi l'elevato volume di traffico cittadino.

## Modelli
L'ordine è quello alfabetico.
- ARI Motors 458 Koffer L
- BugE
- Citroën Ami
- CityCar
- CT&T
- Dynasty IT
- EasyMile EZ10
- Estrima Birò
- Global Electric Motorcars (GEM)
- Goupil G3
- Italcar
- Mia electric
- Microlino
- Might-E Truck
- Miles Automotive Group
- Moke America (eMoke)

- Opel Rocks-e

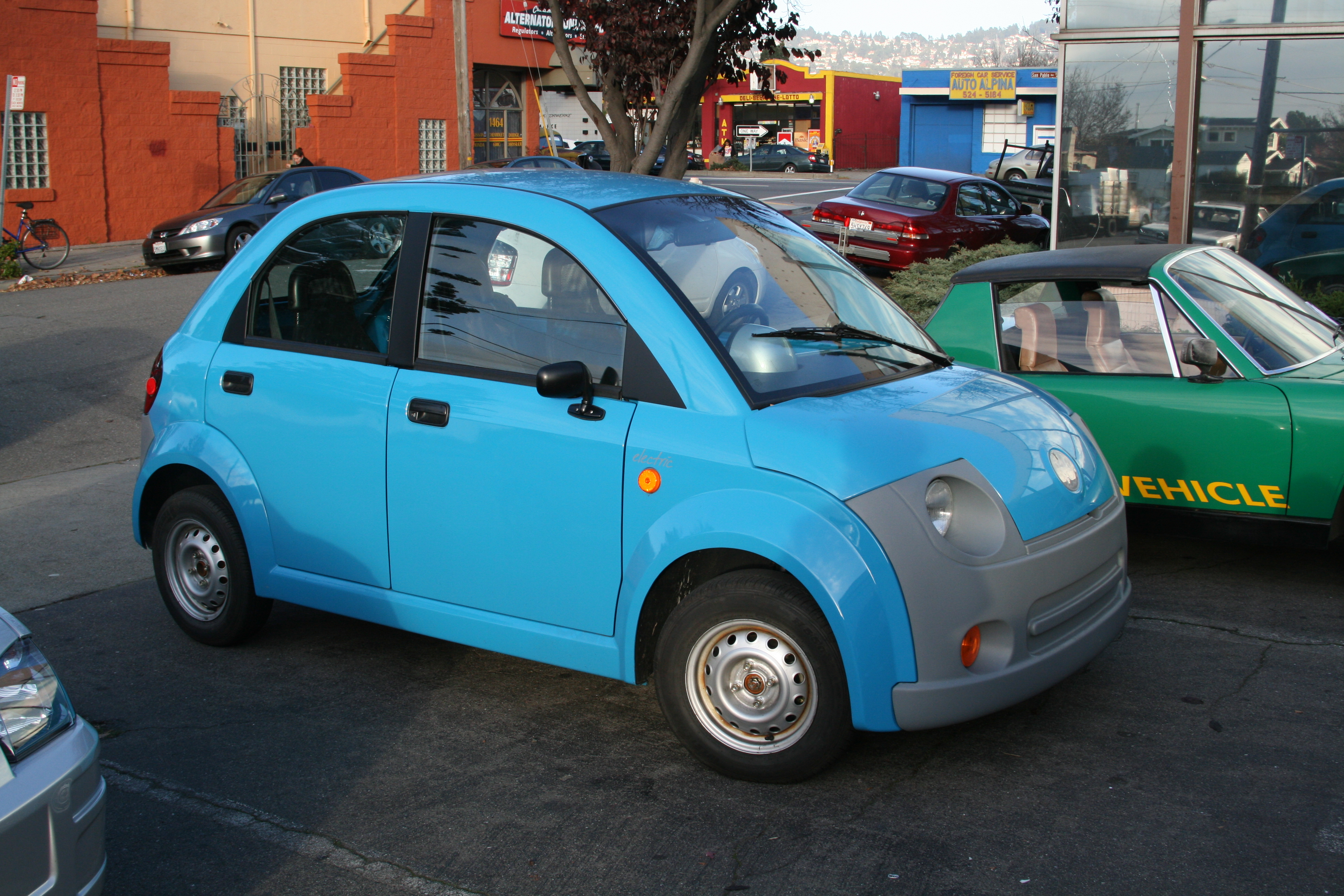
Una Dynasty IT, NEV canadese prodotto dal 2001 e disponibile in cinque varianti: berlina, pick-up, furgone e (in due versioni) open air

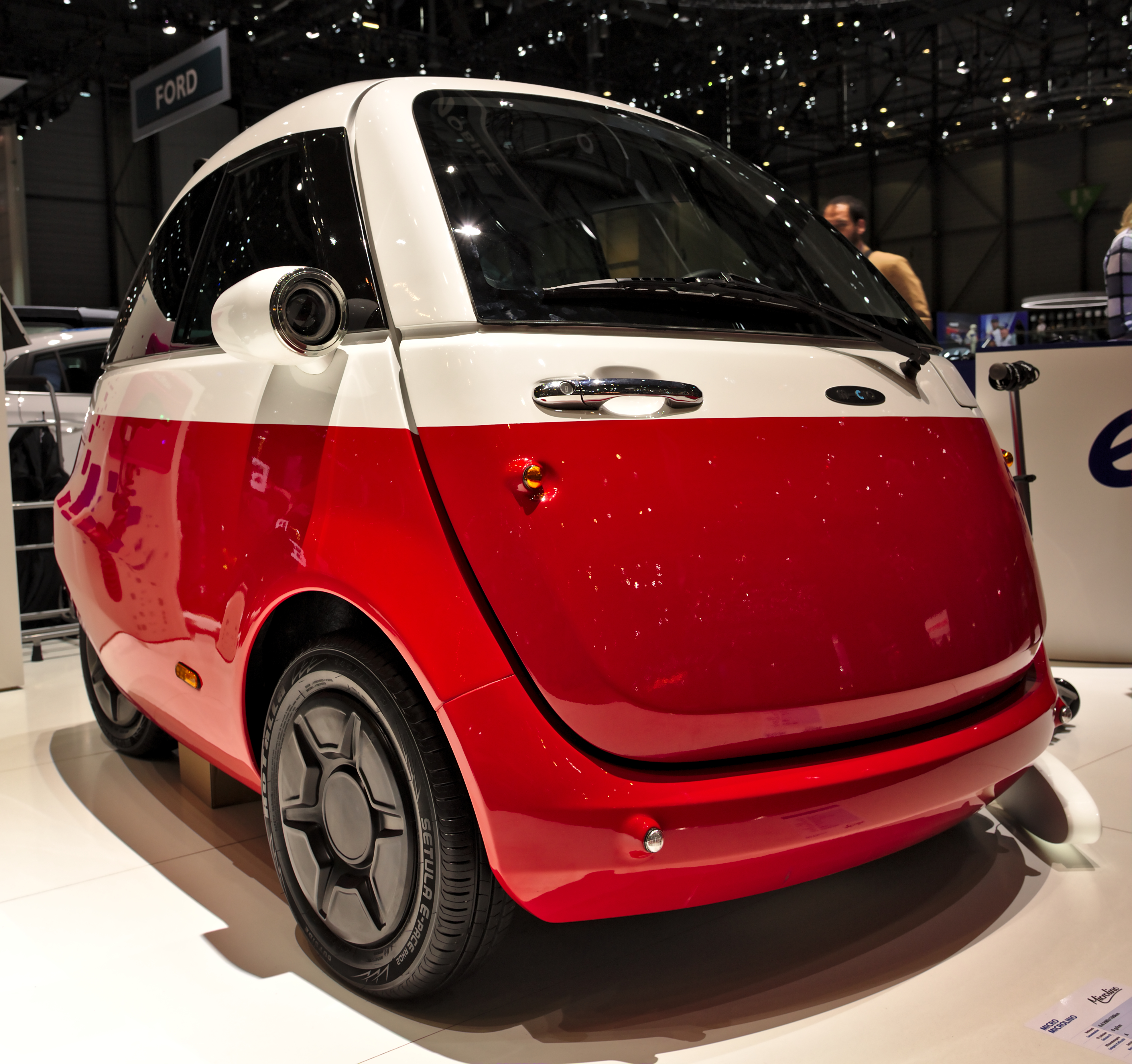
Un Microlino (classe L7e) nel Salone dell'automobile di Ginevra del 2018

- Personal Urban Mobility and Accessibility (sperimentale)
- Polaris Ranger
- Renault Twizy
- Reva
- SC Carts
- Squad Solar
- The Bombardier Class-e
- The Kurrent
- Tripattino Trikke Pon-e 48v
- Tropos Motors
- XEV Yoyo
- Xtreme Green
- ZAP Xebra
- ZENN